# Frédéric Biancalani
Pour les articles homonymes, voir Biancalani.
Frédéric Biancalani, né le 21 juillet 1974 à Villerupt, est un footballeur français, évoluant au poste d'arrière gauche, devenu entraîneur. 

## Biographie
Il dispute son premier match professionnel en Ligue 2 avec l'AS Nancy-Lorraine en 1993 contre Saint-Brieuc.
En mai 2009, il est annoncé que Frédéric Biancalani ne voit pas son contrat prolongé avec l'ASNL. 
Son contrat se terminant en juin 2009, il quitte donc le club après 16 ans passés au sein de l'AS Nancy-Lorraine.
Libre de tout contrat, il rejoint le club voisin, le FC Metz pour une saison. De nouveau libre, il s'engage en septembre 2010 avec le Stade de Reims.
Il entraîne l'équipe de féminine de l'ASNL de 2012 à 2016 avant de prendre la succession d'Hervé Guégan à l'En avant Guingamp avec à sa charge l'équipe U17. En juin 2018, il est nommé entraîneur de l'équipe féminine de l'En avant Guingamp.
En décembre 2021, après un an de formation au CNF Clairefontaine, il est diplômé du certificat d'entraîneur de football féminin (CEFF), diplôme nouvellement créé et délivré par la FFF.

## Palmarès
- AS Nancy-Lorraine
  - Coupe de la Ligue
    - Vainqueur (1) : 2006

  - Division 2
    - Champion (2) : 1998 et 2005

## Statistiques

### En club
| Saison                | Club                  | Championnat           | Championnat | Championnat | Coupe nationale | Coupe nationale | Coupe de la Ligue | Coupe de la Ligue | Compétition(s) continentale(s) | Compétition(s) continentale(s) | Compétition(s) continentale(s) | Total | Total |
| Saison                | Club                  | Division              | M.          | B.          | M.              | B.              | M.                | B.                | Comp.                          | M.                             | B.                             | M.    | B.    |
| 1993-1994             | AS Nancy-Lorraine     | Division 2            | 28          | 3           | -               | -               | -                 | -                 | -                              | -                              | -                              | 28    | 3     |
| 1994-1995             | AS Nancy-Lorraine     | Division 2            | 10          | 0           | 1               | 0               | -                 | -                 | -                              | -                              | -                              | 11    | 0     |
| 1995-1996             | AS Nancy-Lorraine     | Division 2            | 14          | 0           | 2               | 0               | -                 | -                 | -                              | -                              | -                              | 16    | 0     |
| 1996-1997             | AS Nancy-Lorraine     | Division 1            | 25          | 0           | -               | -               | -                 | -                 | -                              | -                              | -                              | 25    | 0     |
| 1997-1998             | AS Nancy-Lorraine     | Division 2            | 37          | 1           | 4               | 1               | 1                 | 0                 | -                              | -                              | -                              | 42    | 2     |
| 1998-1999             | AS Nancy-Lorraine     | Division 1            | 31          | 2           | 1               | 0               | 2                 | 0                 | -                              | -                              | -                              | 34    | 2     |
| 1999-2000             | AS Nancy-Lorraine     | Division 1            | 28          | 1           | 1               | 0               | 3                 | 0                 | -                              | -                              | -                              | 32    | 1     |
| 2000-2001             | AS Nancy-Lorraine     | Division 2            | 3           | 0           | -               | -               | -                 | -                 | -                              | -                              | -                              | 3     | 0     |
| Sous-total            | Sous-total            | Sous-total            | 176         | 7           | 9               | 1               | 6                 | 0                 | -                              | -                              | -                              | 191   | 8     |
| 2001-2002             | Walsall FC            | First Division        | 18          | 2           | 2               | 0               | 1                 | 0                 | -                              | -                              | -                              | 21    | 2     |
| Sous-total            | Sous-total            | Sous-total            | 18          | 2           | 2               | 0               | 1                 | 0                 | -                              | -                              | -                              | 21    | 2     |
| 2002-2003             | AS Nancy-Lorraine     | Ligue 2               | 7           | 0           | -               | -               | -                 | -                 | -                              | -                              | -                              | 7     | 0     |
| 2003-2004             | AS Nancy-Lorraine     | Ligue 2               | 34          | 1           | 3               | 0               | 2                 | 0                 | -                              | -                              | -                              | 39    | 1     |
| 2004-2005             | AS Nancy-Lorraine     | Ligue 2               | 36          | 1           | 1               | 1               | -                 | -                 | -                              | -                              | -                              | 37    | 2     |
| 2005-2006             | AS Nancy-Lorraine     | Ligue 1               | 31          | 0           | -               | -               | 3                 | 0                 | -                              | -                              | -                              | 34    | 0     |
| 2006-2007             | AS Nancy-Lorraine     | Ligue 1               | 20          | 0           | 1               | 0               | 2                 | 0                 | C3                             | 6                              | 0                              | 29    | 0     |
| 2007-2008             | AS Nancy-Lorraine     | Ligue 1               | 25          | 1           | 2               | 0               | 2                 | 0                 | -                              | -                              | -                              | 29    | 1     |
| 2008-2009             | AS Nancy-Lorraine     | Ligue 1               | 22          | 0           | 1               | 0               | 1                 | 0                 | C3                             | 2                              | 0                              | 26    | 0     |
| Sous-total            | Sous-total            | Sous-total            | 175         | 3           | 8               | 1               | 10                | 0                 | -                              | 8                              | 0                              | 201   | 4     |
| 2009-2010             | FC Metz               | Ligue 2               | 18          | 0           | 1               | 0               | 1                 | 0                 | -                              | -                              | -                              | 20    | 0     |
| Sous-total            | Sous-total            | Sous-total            | 18          | 0           | 1               | 0               | 1                 | 0                 | -                              | -                              | -                              | 20    | 0     |
| 2010-2011             | Stade de Reims        | Ligue 2               | 19          | 0           | 4               | 0               | -                 | -                 | -                              | -                              | -                              | 23    | 0     |
| Sous-total            | Sous-total            | Sous-total            | 19          | 0           | 4               | 0               | -                 | -                 | -                              | -                              | -                              | 23    | 0     |
| Total sur la carrière | Total sur la carrière | Total sur la carrière | 406         | 12          | 24              | 2               | 18                | 0                 | -                              | 8                              | 0                              | 456   | 14    |

### Entraîneur
| Saison    | Club            | Championnat | Championnat | Championnat | Championnat | Championnat | Coupe nationale | Coupe nationale | Coupe nationale | Coupe nationale | Total  | Total | Total | Total | % Victoires |
| Saison    | Club            | Division    | Matchs      | V           | N           | D           | Matchs          | V               | N               | D               | Matchs | V     | N     | D     | % Victoires |
| --------- | --------------- | ----------- | ----------- | ----------- | ----------- | ----------- | --------------- | --------------- | --------------- | --------------- | ------ | ----- | ----- | ----- | ----------- |
| 2018-2019 | EA Guingamp (F) | Division 1  | 22          | 6           | 6           | 10          | 2               | 1               | 0               | 1               | 24     | 7     | 6     | 11    | 29,17 %     |
| 2019-2020 | EA Guingamp (F) | Division 1  | 16          | 6           | 5           | 5           | 3               | 3               | 0               | 0               | 19     | 9     | 5     | 5     | 47,37 %     |
| 2018-     | Total Guingamp  | —           | 38          | 12          | 11          | 15          | 5               | 4               | 0               | 1               | 43     | 16    | 11    | 16    | 37,21 %     |